# Pascal Paradis
Pour les articles homonymes, voir Paradis.
Pascal Paradis est un avocat et un homme politique québécois. Il est député de Jean-Talon à l'Assemblée nationale du Québec pour le Parti québécois depuis le 2 octobre 2023.

## Biographie
Né en 1971, Pascal Paradis est détenteur d’un baccalauréat en droit de l’Université Laval et d’une maîtrise en droit de la London School of Economics and Political Science. Il est le cofondateur en 2002 d'Avocats sans frontières Canada.
En vue des élections générales de 2022, des discussions entre Pascal Paradis et la Coalition avenir Québec sont entreprises, sans résulter en une candidature.
Il est élu député de Jean-Talon à l'Assemblée nationale du Québec pour le Parti québécois lors de l'élection partielle du 2 octobre 2023,,.

## Résultats électoraux
|                                                                                               | Nom                    | Parti              | Nombre de voix | %      | Maj.  |
| --------------------------------------------------------------------------------------------- | ---------------------- | ------------------ | -------------- | ------ | ----- |
|                                                                                               | Pascal Paradis         | Parti québécois    | 11 327         | 44,1 % | 5 853 |
|                                                                                               | Marie-Anik Shoiry      | Coalition avenir   | 5 474          | 21,3 % | -     |
|                                                                                               | Olivier Bolduc         | Québec solidaire   | 4 491          | 17,5 % | -     |
|                                                                                               | Élise Avard Bernier    | Libéral            | 2 270          | 8,8 %  | -     |
|                                                                                               | Jesse Robitaille       | Conservateur       | 1 558          | 6,1 %  | -     |
|                                                                                               | Martine Ouellet        | Climat Québec      | 308            | 1,2 %  | -     |
|                                                                                               | Kadidia Mahamane Bamba | Vert               | 152            | 0,6 %  | -     |
|                                                                                               | Lucie Perreault        | Démocratie directe | 41             | 0,2 %  | -     |
|                                                                                               | Jean Duval             | Indépendant        | 35             | 0,1 %  | -     |
|                                                                                               | Steve Therion          | Équipe autonomiste | 28             | 0,1 %  | -     |
| Total                                                                                         | Total                  | Total              | 25 684         | 100 %  |       |
| Le taux de participation lors de l'élection était de 55,3 % et 251 bulletins ont été rejetés. |                        |                    |                |        |       |